# 奧梯虹銀漢魚
奧梯虹銀漢魚，為輻鰭魚綱銀漢魚目虹銀漢魚科的其中一種，被IUCN列為易危保育類動物，分布於巴布亞紐幾內亞Ok Tedi河流域，為熱帶魚類，體長可達10公分，棲息在海拔300-500公尺的高山溪流底中層水域，生活習性不明，可做為觀賞魚。

## 擴展閱讀
維基物種上的相關：奧梯虹銀漢魚